# 中村英児
中村 英児（なかむら えいじ、1976年6月4日 - ）は、日本の俳優、映画監督。愛知県出身。アリエス所属。日本映画監督協会会員。身長174cm。体重60kg。血液型はA型。

## 経歴
高校卒業後に上京。舞台照明スタッフとして三谷幸喜作品「君となら」「巌流島」、つかこうへい作品「熱海殺人事件」などの商業演劇に携わる。その後、俳優に転向、多くの映像作品に出演する。「Mean's」（Vシネマ）で脚本執筆後、自らメガホンを取り、監督としてオリジナル作品を発表している。2017年株式会社プロダクションガレージ設立。代表取締役に就任。映像制作を中心に様々な事業を展開。

## 出演

### テレビドラマ
- センチメントの季節 クラゲの海（1999年、WOWOW）
- 強奪（GANG）（1999年、中京テレビ）
- はみだし刑事情熱系V（2000年、テレビ朝日）
- こちら第三社会部（2001年、TBS）
- ランチの女王（2002年、フジテレビ）
- 愛と資本主義（2003年、WOWOW）
- 恋する!?キャバ嬢 第10話（2006年、テレビ東京）
- ハチミツとクローバー（2007年、フジテレビ）
- 任侠ヘルパー 準レギュラー（2009年、フジテレビ）

### 映画
- NAGISA 小沼勝監督 1999年 第51回ベルリン映画祭 キンダーフィルムフェストグランプリ受賞
- 百合祭 浜野佐知監督 2001年
- サムライガール21 及川中監督 2001年
- 凶気の桜 薗田賢次監督 2002年
- IN TO THE SUN  ミンク監督 2005年
- ホールドアップダウン SABU監督 2005年
- ワイルドスピード・TOKYO DRIFT ジャスティン・リン監督 2005年
- NANA2 大谷健太郎監督 2006年
- 純ブライド 廣田幹夫監督 2006年
- ALWAYS 続・三丁目の夕日 山崎貴監督 2008年
- アメイジンググレイス  川野浩司監督 2009年
- TSY 中川 通成監督 2011年 沖縄国際映画祭正式出品作品
- ラブポリス〜ニート達の挽歌〜 坂田 佳弘監督 2011年 沖縄国際映画祭正式出品作品
- タナトス  城定秀夫監督 2011年
- アウトレイジ ビヨンド 北野武監督 2012年

### 舞台
- 弱法師 三島由紀夫原作 一見直樹演出

### オリジナルビデオ
- 風ぐるま（2000年）
- 真・雀鬼6&7（2000年）
- 湘南爆走族シリーズ 1/2/3 レギュラー出演
- ラヴァーズキス（2001年）
- Means!（2001年）出演 兼 脚本執筆
- 無間地獄（2002年）
- NIPPLES（2005年）
- デコトラ・ギャル 奈美（2007年）
- デコトラ・ギャル 奈美2（2009年）
- デコトラ・ギャル 奈美3（2010年）

## 監督作品
- BLANKY  2003年 下北沢トリウッド ロードショー公開作品
- ユメノアリカ  2006年 渋谷アップリンク ロードショー公開作品
- My KOREA  2009年 渋谷アップリンク 公開作品
- Blue Labyrinth  2007年 渋谷アップリンク 公開作品
- 下北すろうらいふ  2008年 渋谷アップリンク 公開作品
- SAMURAI SONG  2010年 渋谷アップリンク ロードショー公開作品
- ニャチャンへ続く道 （ドキュメンタリー） 2009年 渋谷アップリンク 公開作品
- TOKYO BEAT MOVIES 下町編　2013年 渋谷アップリンク ロードショー公開作品

## プロデュース作品
- 最期のチャンス 菱沼康介監督 2009年 劇場公開作品（プロデューサーとして参加）
- ぼくはうみがみたくなりました 福田是久監督（ラインプロデューサーとして参加）
- TOKYO BEAT MOVIES 池袋編  大野充監督 2009年制作作品
- TOKYO BEAT MOVIES 原宿編  加藤隼平監督 2010年制作作品
- TOKYO BEAT MOVIES（監督/出演/総合プロデューサー）